# 布鲁克林·麦克杜格尔
布鲁克林·麦克杜格尔（英語：Brooklyn McDougall，1998年8月23日—），加拿大女子速度滑冰运动员，2020年四大洲速度滑冰锦标赛女子团体竞速赛金牌得主和女子500米银牌得主、2023年世界速度滑冰锦标赛女子团体竞速赛金牌得主。